# Danh sách bầu cử năm 2025
Dưới đây là danh sách bầu cử diễn ra trong năm 2025.

## Châu Á

### Iran
- Bầu cử tổng thống Iran 2025.

### Nhật Bản
- Tổng tuyển cử Nhật Bản 2025.

### Philippines
- 12 tháng 5: Tổng tuyển cử Philippines 2025.

### Singapore
- Tổng tuyển cử Singapore 2025.

### Sri Lanka
- Bầu cử quốc hội Sri Lanka 2025.

## Châu Âu

### Albania
- Bầu cử Nghị viện Albania 2025.